# Belmont Theatre
Le Belmont Theatre, également connu sous le nom de Norworth Theatre et de Theatre Parisien, est un théâtre de Broadway, aujourd'hui disparu, qui était situé au 125 Ouest de la 48e Rue, à New York.
Il accueillit du public de 1918 à 1933, puis fut fermé. Il ne rouvrit qu'en 1936 mais fut vendu un an après en 1937. Il servit ensuite de salle de cinéma jusqu'en 1951, date à laquelle il fut démoli.

## Histoire

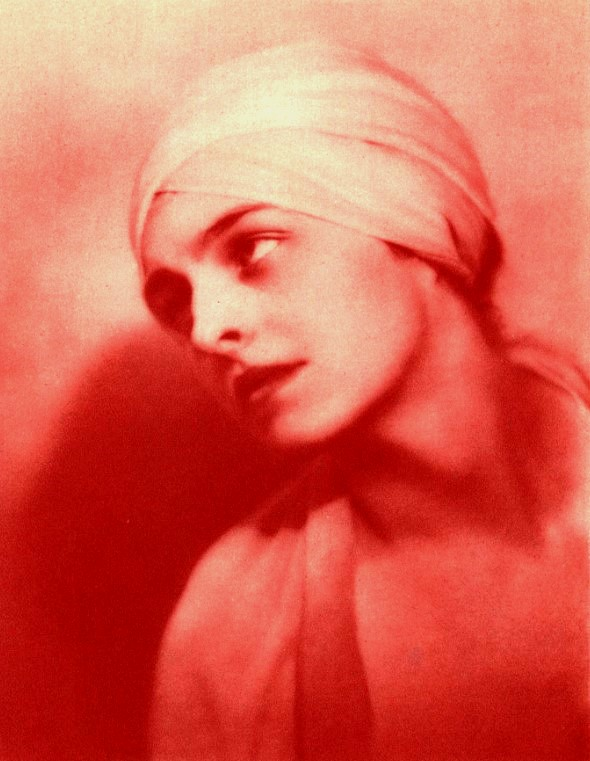
Helen Gahagan, photographiée par Maurice Goldberg alors qu'elle se produit au Belmont dans la pièce ', mai 1926.

Conçu par l'architecte Eugene De Rosa, le théâtre s'appelait à l'origine Norworth Theatre et devait son nom à son constructeur, l'auteur-compositeur et acteur Jack Norworth (en) (surtout connu pour avoir écrit les paroles de Take Me Out to the Ball Game et Shine On, Harvest Moon).
Norworth avait l'intention de gérer le théâtre et de l'utiliser comme lieu de représentation pour lui et sa femme, l'actrice Nora Bayes. Il ouvrit ses portes le 28 janvier 1918 avec la revue musicale Odds and Ends de 1917, une production qui avait été transférée du Bijou Theatre. Northworth et Bayes y apparurent aux côtés du comédien Harry Watson Jr. (en) et de l'actrice Lillian Lorraine,.
Norworth vendit l'établissement quatre mois seulement après son ouverture,. Ses nouveaux propriétaires rebaptisèrent le lieu Belmont Theatre dont la première représentation sous son nouveau nom fut Crops and Croppers de Theresa Helburn (en) le 12 septembre 1918, puis changèrent brièvement le nom en Theatre Parisien quand il produisirent une série de pièces de théâtre françaises en 1919,.
Le théâtre ferma définitivement ses portes en 1933, en partie à cause des suites de la Grande dépression, mais aussi en raison d'une série de représentations qui n'avaient pas eu le succès souhaité. Le bâtiment servit de cinéma, projetant principalement des films yiddish et en langue étrangère, jusqu'à sa destruction en 1951,.
Le théâtre disposait de 500 places assises,. Sa façade était conçue dans le style de la Renaissance vénitienne, présentant deux grandes lanternes de bronze de chaque côté d'une fenêtre en arche surplombant l'entrée. La salle était petite et ne comportait qu'un balcon. L'intérieur était de style néo-classique avec des panneaux de chêne, plusieurs marbres différents et des moulures.